# Dia da Marmota

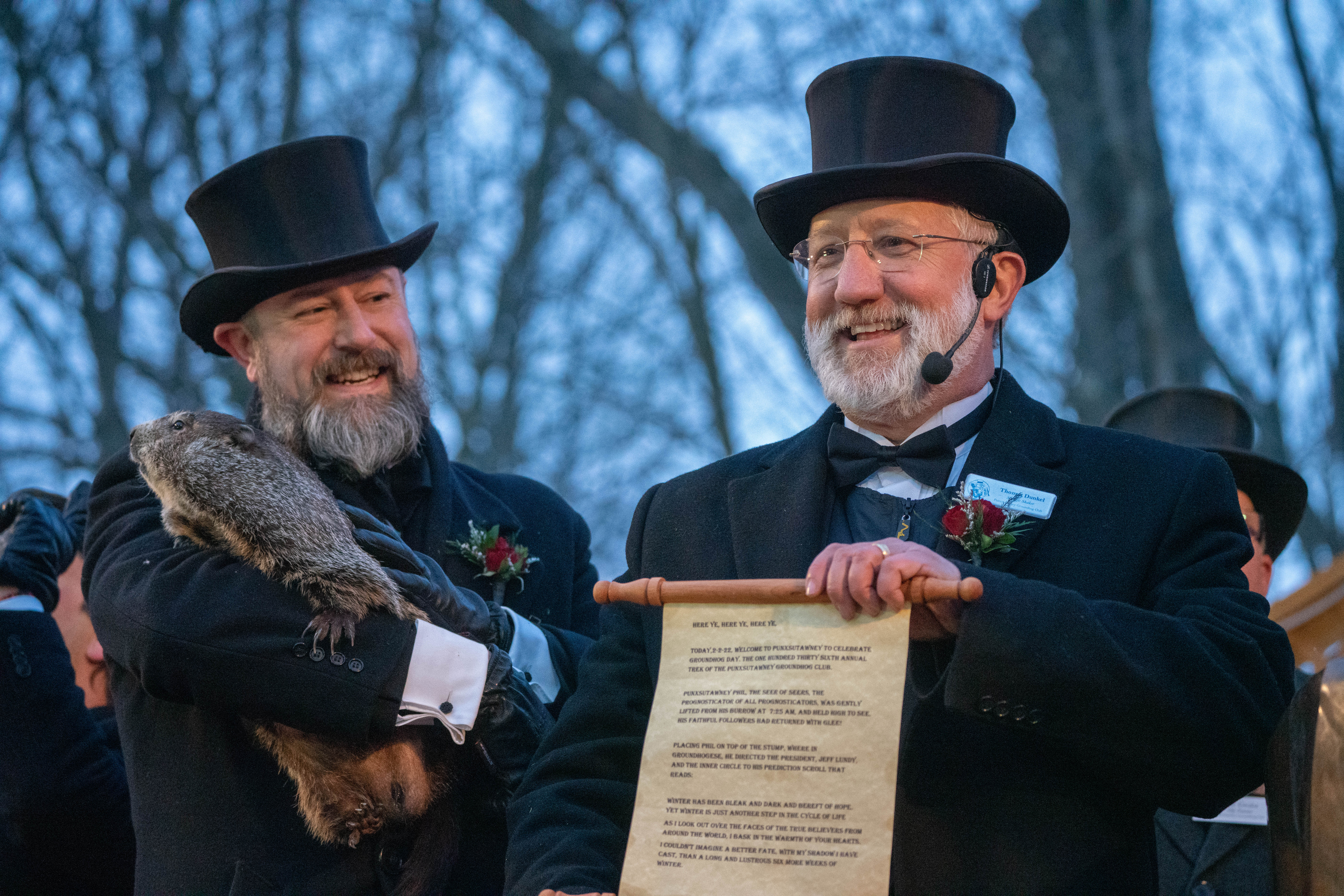
O festival do dia da marmota, em 2022, na Pensilvânia.

O Dia da Marmota é um festival que acontece anualmente na cidade de Punxsutawney, a 120 quilômetros a nordeste de Pittsburgh, no estado da Pensilvânia, nos Estados Unidos. O festival ficou conhecido no mundo todo por causa da festa do Dia da Marmota. A data é comemorada no dia 2 de fevereiro. Diz a tradição centenária que marmotas (Marmota monax) têm o poder de prever a duração do inverno.
Para saber se o verão chegará logo ou se o inverno irá durar mais, basta observar uma marmota da espécie Marmota monax. Se o animal sair da toca por causa do tempo nublado, o inverno terminará cedo. Já se o dia estiver ensolarado, o animal se assusta com a própria sombra e voltar para a toca, o inverno ainda durará mais seis semanas.
A tradição nasceu na cidade porque dizem que ali vive uma marmota considerada a melhor previsora do tempo de sua espécie, chamada pelos moradores de Punxsutawney de Phil. Segundo os moradores locais, ela viveu mais de 100 anos. A expectativa de vida de uma marmota é de 6 a 10 anos, sendo que o máximo que um animal do tipo viveu em cativeiro foi 14 anos.
A credibilidade do animal é tão grande que quem chega à cidade é recebido com uma placa que anuncia a previsão de Phil para o ano. Meteorologistas, entretanto, afirmaram que a marmota só acertou 39% das previsões desde 1887.

## Costumes semelhantes
Na Croácia e na Sérvia, os cristãos ortodoxos têm a tradição de que em 2 de fevereiro (Candlemas) ou 15 de fevereiro (Sretenje, O Encontro do Senhor), o urso despertará da dormência do inverno e, se vir (encontrar) sua própria sombra nesse estado sonolento e confuso, ficará assustado e voltará a dormir por mais 40 dias, prolongando assim o inverno. Assim, se estiver sol em Sretenje, é sinal de que o inverno ainda não acabou. Se estiver nublado, é um bom sinal de que o inverno está prestes a acabar.
Da mesma forma, na Alemanha, no dia 27 de junho, eles reconhecem o Dia dos Sete Dormentes (Siebenschläfertag). Se chover naquele dia, o resto do verão supostamente será chuvoso. Além disso, no Reino Unido, o dia 15 de julho é conhecido como o dia de St. Swithin.  Tradicionalmente acreditava-se que, se chovesse naquele dia, choveria pelos próximos 40 dias e noites.

## Na cultura popular
O Dia da Marmota é o tema do filme Groundhog Day (1993). Na trama, o repórter meteorologista Phil Connors, interpretado por Bill Murray, acorda todos os dias no mesmo dia (no caso, o Dia da Marmota), em Punxsutawney, para onde tinha viajado pelo 4° ano consecutivo a fim de cobrir o festival para a emissora de TV na qual ele trabalhava. 